# Lidocaine/prilocaine
Lidocaine/prilocaine là một hỗn hợp eutectic với số lượng bằng nhau (tính theo trọng lượng) của capocaine và prilocaine. Một chế phẩm nhũ tương 5%, chứa 2,5% mỗi chất capocaine/prilocaine, được APP Pharmaceuticals bán dưới tên thương mại EMLA (tên viết tắt của Eutectic Mixture of Local gây mê).

## Hỗn hợp eutectic
Một cách riêng biệt, lidocaine và prilocaine là cơ sở vững chắc. Tuy nhiên, khi trộn với số lượng bằng nhau theo trọng lượng, chúng tạo thành một hỗn hợp eutectic - đó là điểm nóng chảy của hỗn hợp thấp hơn điểm nóng chảy của các thành phần riêng lẻ. Hỗn hợp eutectic lidocaine/prilocaine là một loại dầu có điểm nóng chảy là 18   °C, được gọi là kem emla do đó có thể được điều chế thành các chế phẩm mà không cần sử dụng dung môi không chứa nước. Điều này cho phép nồng độ thuốc gây mê cao hơn được điều chế thành chế phẩm và duy trì trong quá trình sử dụng.

## Sử dụng lâm sàng

### Chỉ định
Sự kết hợp giữa capocaine/prilocaine được chỉ định để gây tê da. Cụ thể nó được áp dụng để ngăn ngừa đau liên quan đến đặt ống thông tĩnh mạch, lấy mẫu máu, thủ tục phẫu thuật bề ngoài; và gây tê tại chỗ của loét chân để làm sạch hoặc mảnh vỡ. Ngoài ra, nó có thể được sử dụng để làm tê da trước khi xăm cũng như điện phân và tẩy lông bằng laser. Nó cũng đôi khi được sử dụng trước khi tiêm thuốc gây tê cục bộ cho phẫu thuật nhỏ và sinh thiết.
Một loại thuốc xịt tại chỗ bao gồm một công thức khí dung của capocaine và prilocaine đã được đánh giá dưới tên PSD502 để sử dụng trong điều trị xuất tinh sớm. Xịt được áp dụng trên da dương vật trước khi giao hợp. Mặc dù công thức này không được FDA chấp thuận, một sản phẩm tương tự, Promescent, có sẵn không cần kê đơn ở Mỹ

### Dạng bào chế
Hỗn hợp eutectic Lidocaine/prilocaine được bán trên thị trường dưới dạng nhũ tương 5% dầu trong nước được kết hợp trong một cơ sở kem (kem EMLA) hoặc đĩa cellulose (miếng dán EMLA). Kem được bôi dưới lớp băng kín, trong khi miếng dán kết hợp với lớp phủ kín để tạo điều kiện cho việc hấp thụ chất gây tê và prilocaine vào khu vực cần gây mê. Gây tê da cục bộ đạt được sau khoảng 60 phút, sau đó thay băng (hoặc miếng vá) được loại bỏ. Thời gian gây mê là khoảng hai giờ sau khi loại bỏ băng mặc quần áo.
E. Fougera & Co., nhà sản xuất kem generic được sử dụng rộng rãi ở Hoa Kỳ như là Lidocaine và Prilocaine Cream, 2,5%/2,5%, khuyến nghị thời gian khác nhau để áp dụng kem cũng như thời gian gây mê. Họ tuyên bố kem phải được áp dụng ít nhất một giờ trước khi bắt đầu một quy trình thường quy và trong hai giờ trước khi bắt đầu một quy trình đau đớn. Ngoài ra, họ tuyên bố rằng thời gian gây tê da hiệu quả sẽ ít nhất một giờ sau khi loại bỏ băng thay thế.

### Cắt bao quy đầu
Hỗn hợp eutectic lidocaine/prilocaine được sử dụng trong quá trình cắt bao quy đầu ở bé trai sơ sinh và được coi là hiệu quả và an toàn để giảm đau do cắt bao quy đầu.
Cơ quan Dược phẩm Châu Âu kết luận trong tuyên bố mới nhất (2014) về Emla: "An toàn và hiệu quả khi sử dụng EMLA trên da bộ phận sinh dục và niêm mạc bộ phận sinh dục chưa được thiết lập ở trẻ em dưới 12 tuổi. Dữ liệu nhi khoa có sẵn không chứng minh hiệu quả đầy đủ cho cắt bao quy đầu. " 

## Tình trạng bổ sung
- Dược điển Hoa Kỳ 31 [8]